# Хоакін Фенікс
Хоакі́н Рафае́ль Фе́нікс (англ. Joaquin Raphael Phoenix, нар. 28 жовтня 1974) — американський кіноактор, відомість якому принесли фільми «Гладіатор», «Знаки», «Переступити межу» (роль Джонні Кеша), «Майстер» та «Джокер». Лавреат премій «Оскар», «Греммі», «Золотий глобус» та багатьох інших.

## Життєпис
Народився 28 жовтня 1974 року в Пуерто-Рико.
Його батьки були членами секти «Діти Бога» і займалися місіонерством, мандруючи Південною Америкою. В 1978 році батьки вийшли з секти і перебралися до Флориди, змінивши прізвище на Фенікс. Мати Хоакіна влаштувалася на роботу в NBC у відділ кастингу. Їх діти почали зніматися в рекламі та телесеріалах. Першу телевізійну роль Фенікс зіграв у 1982 році, в ліричній комедії «Сім наречених для семи братів» разом зі старшим братом Рівером.
У 1995 році він з'являється в фільмі «Померти заради». Партнерами Фенікса по стрічці були Ніколь Кідман, Метт Діллон, Кейсі Аффлек. У 2000 році Фенікс зіграв жорстокого римського імператора Коммода в фільмі Рідлі Скотта «Гладіатор», за яку був номінований на «Оскар» як найкращий актор другого плану. У 2002 році Хоакін знімається у містичному трилері М. Найт Ш'ямалана «Знаки» разом з Мелом Гібсоном.
Справжнього визнання Хоакін Фенікс досягнув, зігравши Джонні Кеша в фільмі «Переступити межу» у 2005 році. За цю роль він отримав премію «Золотий глобус» за найкращу чоловічу роль у комедії або мюзиклі та був номінований на «Оскар» як найкращий актор.
У 2020 році отримав премію «Оскар» за найкращу чоловічу роль у фільмі «Джокер».

## Особисте життя
Одружений із Руні Марі. У 2020 році в пари народився син, якого назвали на честь брата Хоакіна Рівером.

## Громадянська активність
Хоакін Фенікс відомий у середовищі захисників природи і регулярно з'являється на екологічних мітингах. У грудні 2019 року визнаний «Людиною року» за версією американської зоозахисної організації PETA. У 2020 році за його зоозахисну діяльність на його честь названо новий вид павуків Loureedia phoenixi.
У 2020 вперше на церемоніях Золотий глобус та Оскар гостей пригощали переважно веганською та вегетаріанською їжею. На це дуже вплинув Хоакін Фенікс та ще кілька відомих акторів-веганів. Хоакін закликав й інші церемонії наслідувати їх приклад.
10 січня 2020 року його затримала поліція під час акції протесту проти кліматичних змін (Fire Drill Fridays), яку організувала акторка й активістка Джейн Фонда у Вашингтоні. Актор виступив на заході з промовою про вплив м'ясної й молочної промисловості на зміну клімату. Усього було затримано близько 150 осіб, серед яких інший відомий актор і режисер Мартін Шин.

## Фільмографія

### Актор
| Рік  |     | Українська назва                | Оригінальна назва                     | Роль                    |
| ---- | --- | ------------------------------- | ------------------------------------- | ----------------------- |
| 1982 | с   | Сім наречених для семи братів   | Seven Brides for Seven Brothers       | Тревіс (S1.E13)         |
| 1984 | с   | Каскадер                        | The Fall Guy                          | Малюк (S4.E5)           |
| 1984 | с   | Блюз Хілл-стріт                 | Hill Street Blues                     | Деніел (S5.E10)         |
| 1984 | с   | Вона написала вбивство          | Murder, She Wrote                     | Біллі Донован (S1.E7)   |
| 1985 | тф  | Діти не говорять                | Kids Don't Tell                       | Френкі                  |
| 1986 | с   | Альфред Гічкок представляє      | Alfred Hitchcock Presents             | Пейдж Фішер (S1.E14)    |
| 1986 | ф   | Космічний табір                 | SpaceCamp                             | Макс Грем               |
| 1987 | ф   | Росіяни                         | Russkies                              | Денні                   |
| 1989 | с   | Новий Залиште це Біверу         | The New Leave It to Beaver            | Кайл Клівер (S4.E7)     |
| 1989 | с   | Супербой                        | Superboy                              | Біллі Геркулес (S1.E20) |
| 1989 | ф   | Батьківство                     | Parenthood                            | Гаррі Лампкін           |
| 1995 | ф   | Померти заради                  | To Die For                            | Джиммі Емметт           |
| 1997 | ф   | Вигадане життя Ебботів          | Inventing the Abbotts                 | Даг Холт                |
| 1997 | ф   | Поворот                         | U Turn                                | Тобі Н. Такер           |
| 1998 | ф   | Повернення до раю               | Return to Paradise                    | Льюїс Макбрайт          |
| 1998 | ф   | Мішені                          | Clay Pigeons                          | Клей Бідвелл            |
| 1999 | ф   | 8 міліметрів                    | 8mm                                   | Макс Каліфорнія         |
| 2000 | ф   | Ярди                            | The Yards                             | Віллі Гутьєррес         |
| 2000 | ф   | Гладіатор                       | Gladiator                             | Коммод                  |
| 2000 | ф   | Перо маркіза де Сада            | Quills                                | Абат де Кульм'є         |
| 2001 | ф   | Солдати Буффало                 | Buffalo Soldiers                      | Рей Елвуд               |
| 2002 | ф   | Знаки                           | Signs                                 | Меріл Гесс              |
| 2003 | ф   | Це все про кохання              | It's All About Love                   | Джон                    |
| 2003 | мф  | Братик ведмедик                 | Brother Bear                          | Кенай (озвучення)       |
| 2004 | ф   | Таємничий ліс                   | The Village                           | Луцій Хант              |
| 2004 | ф   | Готель «Руанда»                 | Hotel Rwanda                          | Джек Дагліш             |
| 2004 | ф   | Вогняна драбина                 | Ladder 49                             | Джек Моррісон           |
| 2005 | док | Земляни                         | Earthlings                            | оповідач                |
| 2005 | ф   | Переступити межу                | Walk the Line                         | Джонні Кеш              |
| 2007 | ф   | Володарі ночі                   | We Own the Night                      | Робберт Боббі           |
| 2007 | ф   | Заборонена дорога               | Reservation Road                      | Ітан Лернер             |
| 2008 | ф   | Коханці                         | Two Lovers                            | Леонард Кредайтор       |
| 2010 | ф   | Я все ще тут                    | I'm Still Here                        | Хоакін Фенікс           |
| 2012 | ф   | Майстер                         | The Master                            | Фреді Квел              |
| 2013 | ф   | Фатальна пристрасть             | The Immigrant                         | Бруно Вайс              |
| 2013 | ф   | Вона                            | Her                                   | Теодор Твомблі          |
| 2014 | ф   | Вроджена вада                   | Inherent Vice                         | Ларрі «Док» Спортелло   |
| 2015 | ф   | Ірраціональна людина            | Irrational Man                        | Ейб Лукас               |
| 2015 | док | Єдність                         | Unity                                 | оповідач                |
| 2017 | ф   | Тебе ніколи тут не було         | You Were Never Really Here            | Джо                     |
| 2018 | ф   | Не хвилюйся, він далеко не піде | Don't Worry, He Won't Get Far on Foot | Джон Келлаген           |
| 2018 | ф   | Марія Магдалина                 | Mary Magdalene                        | Ісус Христос            |
| 2018 | док | Панування                       | Dominion                              | оповідач                |
| 2018 | ф   | Брати Сістерс                   | The Sisters Brothers                  | Чарлі Сістерс           |
| 2018 | кф  | Лу                              | Lou                                   | Карл                    |
| 2019 | ф   | Джокер                          | Joker                                 | Артур Флек / Джокер     |
| 2021 | ф   | Камон Камон                     | C'mon C'mon                           | Джонні                  |
| 2023 | ф   | Усі страхи Бо                   | Beau Is Afraid                        | Бо                      |
| 2023 | ф   | Наполеон                        | Napoleon                              | Наполеон I Бонапарт     |
| 2024 | ф   | Джокер: Безумство на двох       | Joker: Folie à Deux                   | Артур Флек / Джокер     |
| 2025 | ф   | Еддінгтон                       | Eddington                             | Джо Кросс               |

### Продюсер
| Рік  | Назва          | Продюсер   | Додатково       |
| ---- | -------------- | ---------- | --------------- |
| 2007 | Володарі ночі  | Так        |                 |
| 2010 | Я все ще тут   | Так        | Також сценарист |
| 2016 | I Am Dying     | Виконавчий | Документальний  |
| 2017 | Щось нездорове | Виконавчий | Документальний  |
| 2020 | Гунда          | Виконавчий | Документальний  |
| 2022 | Стац           | Виконавчий | Документальний  |
| 2023 | Наполеон       | Так        |                 |

## Нагороди та номінації
| Нагорода                                | Рік  | Категорія                                   | Робота                  | Результат |
| --------------------------------------- | ---- | ------------------------------------------- | ----------------------- | --------- |
| Оскар                                   | 2001 | Найкраща чоловіча роль другого плану        | Гладіатор               | Номінація |
| Оскар                                   | 2006 | Найкраща чоловіча роль                      | Переступити межу        | Номінація |
| Оскар                                   | 2013 | Найкраща чоловіча роль                      | Майстер                 | Номінація |
| Оскар                                   | 2020 | Найкраща чоловіча роль                      | Джокер                  | Перемога  |
| BAFTA                                   | 2001 | Найкраща чоловіча роль другого плану        | Гладіатор               | Номінація |
| BAFTA                                   | 2006 | Найкраща чоловіча роль                      | Переступити межу        | Номінація |
| BAFTA                                   | 2013 | Найкраща чоловіча роль                      | Майстер                 | Номінація |
| BAFTA                                   | 2020 | Найкраща чоловіча роль                      | Джокер                  | Перемога  |
| Золотий глобус                          | 2001 | Найкраща чоловіча роль другого плану        | Гладіатор               | Номінація |
| Золотий глобус                          | 2006 | Найкраща чоловіча роль — комедія або мюзикл | Переступити межу        | Перемога  |
| Золотий глобус                          | 2013 | Найкраща чоловіча роль — драма              | Майстер                 | Номінація |
| Золотий глобус                          | 2014 | Найкраща чоловіча роль — комедія або мюзикл | Вона                    | Номінація |
| Золотий глобус                          | 2015 | Найкраща чоловіча роль — комедія або мюзикл | Вроджена вада           | Номінація |
| Золотий глобус                          | 2020 | Найкраща чоловіча роль — драма              | Джокер                  | Перемога  |
| Премія Гільдії кіноакторів США          | 2001 | Найкраща чоловіча роль другого плану        | Гладіатор               | Номінація |
| Премія Гільдії кіноакторів США          | 2001 | Найкращий акторський склад в ігровому кіно  | Гладіатор               | Номінація |
| Премія Гільдії кіноакторів США          | 2005 | Найкращий акторський склад в ігровому кіно  | Готель «Руанда»         | Номінація |
| Премія Гільдії кіноакторів США          | 2006 | Найкраща чоловіча роль                      | Переступити межу        | Номінація |
| Премія Гільдії кіноакторів США          | 2020 | Найкраща чоловіча роль                      | Джокер                  | Перемога  |
| Супутник                                | 2001 | Найкращий актор другого плану               | Гладіатор               | Номінація |
| Супутник                                | 2006 | Найкращий актор — комедія або мюзикл        | Переступити межу        | Номінація |
| Супутник                                | 2012 | Найкращий актор                             | Майстер                 | Номінація |
| Супутник                                | 2020 | Найкращий актор — драма                     | Джокер                  | Номінація |
| Супутник                                | 2022 | Найкращий актор — драма                     | Камон Камон             | Номінація |
| Кінопремія «Вибір критиків»             | 2001 | Найкращий актор другого плану               | Гладіатор               | Перемога  |
| Кінопремія «Вибір критиків»             | 2001 | Найкращий актор другого плану               | Ярди                    | Перемога  |
| Кінопремія «Вибір критиків»             | 2001 | Найкращий актор другого плану               | Перо маркіза де Сада    | Перемога  |
| Кінопремія «Вибір критиків»             | 2006 | Найкращий актор                             | Переступити межу        | Номінація |
| Кінопремія «Вибір критиків»             | 2013 | Найкращий актор                             | Майстер                 | Номінація |
| Кінопремія «Вибір критиків»             | 2020 | Найкращий актор                             | Джокер                  | Перемога  |
| Венеційський міжнародний кінофестиваль  | 2012 | Кубок Вольпі за найкращу чоловічу роль      | Майстер                 | Перемога  |
| Каннський кінофестиваль                 | 2017 | Приз за найкращу чоловічу роль              | Тебе ніколи тут не було | Перемога  |
| AACTA International Awards              | 2013 | Найкраща чоловіча роль                      | Майстер                 | Номінація |
| AACTA International Awards              | 2020 | Найкраща чоловіча роль                      | Джокер                  | Номінація |
| Національна рада кінокритиків США       | 2000 | Найкраща чоловіча роль другого плану        | Гладіатор               | Перемога  |
| Національна рада кінокритиків США       | 2000 | Найкраща чоловіча роль другого плану        | Ярди                    | Перемога  |
| Національна рада кінокритиків США       | 2000 | Найкраща чоловіча роль другого плану        | Перо маркіза де Сада    | Перемога  |
| Премія Лондонського гуртка кінокритиків | 2013 | Найкращий актор року                        | Майстер                 | Перемога  |
| Премія Лондонського гуртка кінокритиків | 2019 | Найкращий актор року                        | Тебе ніколи тут не було | Номінація |
| Премія Лондонського гуртка кінокритиків | 2020 | Найкращий актор року                        | Джокер                  | Перемога  |
| Сатурн                                  | 2014 | Найкращий кіноактор                         | Вона                    | Номінація |
| Сатурн                                  | 2021 | Найкращий кіноактор                         | Джокер                  | Номінація |